# Isoetes andina
Isoetes andina är en kärlväxtart som beskrevs av Richard Spruce och William Jackson Hooker. Isoetes andina ingår i släktet braxengräs, och familjen Isoetaceae. Inga underarter finns listade i Catalogue of Life.